# Molpadia oolitica
Molpadia oolitica är en sjögurkeart. Molpadia oolitica ingår i släktet Molpadia och familjen Molpadiidae. Inga underarter finns listade i Catalogue of Life.